# Евервин II фон Бентхайм
Евервин II (Ебервин II) фон Бентхайм (на немски: Everwin II von Bentheim; Eberwin von Bentheim; * 1 септември 1461; † 13 декември 1530 в Нойенхауз, Бентхайм) е граф на Бентхайм (1473 – 1530) и щатхалтер на Фризия.
Той е единственият син на граф Бернхард II фон Бентхайм (1435 – 1476) и съпругата му Анна фон Егмонт (1440 – 1462), дъщеря на Вилхелм IV фон Егмонт († 1483) и Валбурга фон Мьорс († 1459). Внук е на граф Ебервин I фон Бентхайм-Гьотерсвик († 1454) и втората му съпруга Гизберта фон Бронкхорст († сл. 1489). Племенник е на граф Евервин II фон Бентхайм-Щайнфурт († 1498).
Графството Бентхайм става 1500 г. импреско графство. Той умира на 13 декември 1530 г. на 69 години в Нойенхауз, Бентхайм, Долна Саксония.

## Фамилия
Евервин II се сгодява между 7 юни и 14 септември 1489 г. и се жени на 10 май 1490 г. за Ингебург фон Мекленбург-Щаргард (* ок. 1450; † 8 април 1509), дъщеря на херцог Улрих II фон Мекленбург-Щаргард († 1471) и принцеса Катарина фон Верле († 1475).
Те имат децата:

- Кристина, абатиса на Метелен, fl 1516
- Катарина, монахиня във Витмаршен, fl 1521
- Анна († 1559), омъжена 1517 г. за граф Ернст V фон Хонщайн-Клетенберг (1470 – 1552)
- Бернхард фон Бентхайм (1490 – 1528), женен 1523 г. за Маргарета фон Вид (†1571)
- Мария (1500 – 1527), наследничка на Бентхайм, омъжена 1517 г. за нейния братовчед граф Арнолд II фон Бентхайм-Щайнфурт (1497 – 1553), син на граф Ебервин II фон Бентхайм-Щайнфурт († 1498)

Той се жени на 8 април 1529 г. втори път за Кордула фон Холщайн-Шауенбург (* ок. 1516; † 20 ноември 1542), дъщеря на граф Йобст I фон Холщайн-Шауенбург († 1531) и графиня Катарина Мария фон Насау-Диленбург († 1547), сестра на Адолф XIII фон Шауенбург, архиепископ на Кьолн († 1556). Бракът е бездетен.
Вдовицата му Кордула фон Шауенбург се омъжва втори път на 19 март 1536 г. за граф Гумпрехт II фон Нойенар-Алпен.